# Nathaniel Wyeth
Nathaniel C. Wyeth (24 de outubro de 1911 - 4 de julho de 1990) foi um engenheiro mecânico e inventor norte-americano. Ele é mais conhecido por criar uma variante de tereftalato de polietileno que poderia suportar a pressão de líquidos carbonatados. Feita de plástico PET reciclável, mais leve que o vidro e praticamente inquebrável, a invenção da Wyeth é amplamente utilizada hoje para bebidas carbonatadas e não carbonatadas.